# جيمي لوغان
جيمي لوغان (بالإنجليزية: Jimmy Logan)‏ هو مغني وراقص وتمثيل صامت وممثل بريطاني، ولد في 4 أبريل 1928 في المملكة المتحدة، وتوفي بنفس المكان في 13 أبريل 2001 بسبب سرطان.

## وصلات خارجية
- جيمي لوغان على موقع IMDb (الإنجليزية)
- جيمي لوغان على موقع ميوزك برينز (الإنجليزية)
- جيمي لوغان على موقع أول موفي (الإنجليزية)
- جيمي لوغان على موقع قاعدة بيانات الأفلام السويدية (السويدية)
- جيمي لوغان على موقع قاعدة بيانات الأفلام السويدية (السويدية)
- جيمي لوغان على موقع ديسكوغز (الإنجليزية)
- جيمي لوغان على موقع قاعدة بيانات الفيلم (الإنجليزية)
- جيمي لوغان على موقع كينوبويسك (الروسية)